# Kabinet-Zijlstra
Het kabinet-Zijlstra was het Nederlandse kabinet van 22 november 1966 tot 5 april 1967. Het kabinet werd gevormd door de politieke partijen Katholieke Volkspartij (KVP) en Anti-Revolutionaire Partij (ARP) na de val van het kabinet-Cals op 14 oktober 1966. Het kabinet-Zijlstra was een rompkabinet dat als belangrijkste taak had om de voorbereidingen van de vervroegde verkiezingen te organiseren.

## Verloop
Nadat het kabinet-Cals ten val komt als gevolg van de Nacht van Schmelzer benoemt koningin Juliana op 18 oktober 1966 KVP–Tweede Kamer fractievoorzitter Norbert Schmelzer tot informateur. Hij streeft naar een overgangskabinet van KVP en ARP aangevuld met politieke buitenstaanders. Schmelzer benadert voormalig minister van Economische Zaken Jan van den Brink (KVP) als minister-president, maar die weigert. Vervolgens komt Eerste Kamerlid en voormalig minister-president Jan de Quay (KVP) in beeld, maar die geeft aan alleen beschikbaar te zijn als vicepremier en schuift vervolgens Eerste Kamerlid en voormalig minister van Financiën Jelle Zijlstra (ARP) naar voren als kandidaat, maar partijleider van de ARP Barend Biesheuvel weerhoudt Jelle Zijlstra van medewerking. Nadat ook voorzitter van de Sociaal-Economische Raad en voormalig minister van Economische Zaken Jan de Pous (CHU) en minister van Defensie Piet de Jong (KVP) bedanken voor de functie geeft Schmelzer zijn opdracht terug. Op 4 november 1966 stelt koningin Juliana vice-president van de Raad van State en voormalig minister-president Louis Beel (KVP) aan als informateur. Beel weet Barend Biesheuvel wel te bewegen om Jelle Zijlstra te accepteren als minister-president. Op 16 november 1966 wordt Zijlstra benoemd tot formateur en vormt vervolgens een kabinet uit de demissionaire confessionele ambtsbekleders van het kabinet-Cals. Als concessie aan de ARP moet de KVP haar bezwaren tegen het belastingplan van het vorige kabinet deels inslikken.
Op 18 januari 1967 wordt de Omroepwet van kracht. Het wetsvoorstel was op 28 mei 1965 ingediend door voormalig minister van Cultuur, Recreatie en Maatschappelijk Werk Maarten Vrolijk. Deze nieuwe wet moest het Nederlandse publieke omroepbestel toegankelijker maken voor nieuwe omroepenorganisaties. Ook werd de omroepstatus geïntroduceerd, waardoor omroeporganisaties hun financieringen op basis van ledental zouden ontvangen. Daarnaast maakte de wet het mogelijk om te adverteren via de uitzendkanalen van het publieke omroepbestel.
Het kabinet handelt ook de rijksbegroting van 1967 af en neemt een besluit over de winning van aardgas op de Noordzee. Vanwege de toenemende werkloosheid, met name door enkele massaontslagen in de textielsector trekt minister-president en minister van Financiën Zijlstra meer geld uit voor werkgelegenheidsbevordering.

## Ambtsbekleders
| Ambtsbekleders                          | Ambtsbekleders                | Ambtsbekleders                              | Minister / Ministerie                                            | Minister / Ministerie | Termijn                              | Partij |
| --------------------------------------- | ----------------------------- | ------------------------------------------- | ---------------------------------------------------------------- | --- | ------------------------------------ | ------ |
|                                         | J. (Jelle) Zijlstra           | dr. J. (Jelle) Zijlstra (1918–2001)         | Minister-president / Minister                                    | Algemene Zaken | 22 november 1966 – 5 april 1967      | ARP    |
| Minister                                | J. (Jelle) Zijlstra           | dr. J. (Jelle) Zijlstra (1918–2001)         | Financiën                                                        | | 22 november 1966 – 5 april 1967      | ARP    |
|                                         | J.E. (Jan) de Quay            | dr. J.E. (Jan) de Quay (1901–1985)          | Vicepremier / Minister                                           | Verkeer en Waterstaat | 22 november 1966 – 5 april 1967      | KVP    |
|                                         | B.W. (Barend) Biesheuvel      | mr. B.W. (Barend) Biesheuvel (1920–2001)    | Vicepremier / Minister                                           | Landbouw en Visserij | 24 juli 1963 – 5 april 1967          | ARP    |
| Minister                                | B.W. (Barend) Biesheuvel      | mr. B.W. (Barend) Biesheuvel (1920–2001)    | Surinaamse en Nederlands- Antilliaanse Zaken                     | | 24 juli 1963 – 5 april 1967          | ARP    |
|                                         | P.J. (Koos) Verdam            | mr.dr. P.J. (Koos) Verdam (1915–1998)       | Minister                                                         | Binnenlandse Zaken | 5 september 1966 – 5 april 1967      | ARP    |
|                                         | J.M.A.H. (Joseph) Luns        | mr. J.M.A.H. (Joseph) Luns (1911–2002)      | Minister                                                         | Buitenlandse Zaken | 13 oktober 1956 – 6 juli 1971        | KVP    |
|                                         | A.A.M. (Teun) Struycken       | mr. A.A.M. (Teun) Struycken (1906–1977)     | Minister                                                         | Justitie | 22 november 1966 – 5 april 1967      | KVP    |
|                                         | J.A. (Joop) Bakker            | drs. J.A. (Joop) Bakker (1921–2003)         | Minister                                                         | Economische Zaken | 22 november 1966 – 5 april 1967      | ARP    |
|                                         | P.J.S. (Piet) de Jong         | P.J.S. (Piet) de Jong (1915–2016)           | Minister                                                         | Defensie | 24 juli 1963 – 5 april 1967          | KVP    |
|                                         | G.M.J. (Gerard) Veldkamp      | dr. G.M.J. (Gerard) Veldkamp (1921–1990)    | Minister                                                         | Sociale Zaken en Volksgezondheid | 17 juli 1961 – 5 april 1967          | KVP    |
|                                         | I.A. (Isaäc) Diepenhorst      | mr.dr. I.A. (Isaäc) Diepenhorst (1916–2004) | Minister                                                         | Onderwijs en Wetenschappen | 14 april 1965 – 5 april 1967         | ARP    |
|                                         | H.B.J. (Herman) Witte         | ir. H.B.J. (Herman) Witte (1909–1973)       | Minister                                                         | Volkshuisvesting en Ruimtelijke Ordening | 22 november 1966 – 5 april 1967      | KVP    |
|                                         | M.A.M. (Marga) Klompé         | dr. M.A.M. (Marga) Klompé (1912–1986)       | Minister                                                         | Cultuur, Recreatie en Maatschappelijk Werk | 22 november 1966 – 6 juli 1971       | KVP    |
| Ambtsbekleder                           | Ambtsbekleder                 | Ambtsbekleder                               | Minister / Portefeuille / Ministerie                             | Minister / Portefeuille / Ministerie | Termijn                              | Partij |
|                                         | Th.H. (Theo) Bot              | mr. Th.H. (Theo) Bot (1911–1984)            | Minister                                                         | • Ontwikkelings- samenwerking (Buitenlandse Zaken) | 14 april 1965 – 5 april 1967         | KVP    |
| Ambtsbekleders                          | Ambtsbekleders                | Ambtsbekleders                              | Staatssecretaris / Portefeuille / Ministerie                     | Staatssecretaris / Portefeuille / Ministerie | Termijn                              | Partij |
|                                         | L. (Leo) de Block             | mr. L. (Leo) de Block (1904–1988)           | Staatssecretaris                                                 | • Europese Zaken • Verenigde Naties Beleid (Buitenlandse Zaken) | 3 september 1963 – 5 april 1967      | KVP    |
| Staatssecretaris                        | L. (Leo) de Block             | mr. L. (Leo) de Block (1904–1988)           | • Internationale Vervoer Aangelegenheden (Verkeer en Waterstaat) | 28 november 1966 – 5 april 1967 |                                      | KVP    |
|                                         | L.J.M. (Louis) van Son        | drs. L.J.M. (Louis) van Son (1922–1986)     | Staatssecretaris                                                 | • Internationale Handel • Export- bevordering • Middenstand • Regionale Industrialisatie • Toerisme (Economische Zaken)                                                                              | 28 november 1966 – 6 juli 1971       | KVP    |
|                                         | G.H.J.M. (Gerard) Peijnenburg | G.H.J.M. (Gerard) Peijnenburg (1919–2000)   | Staatssecretaris                                                 | • Landmacht (Defensie) | 13 mei 1965 – 5 april 1967           | O      |
|                                         | A. (Adri) van Es              | A. (Adri) van Es (1913–1994)                | Staatssecretaris                                                 | • Marine (Defensie) | 14 augustus 1963 – 16 september 1972 | ARP    |
|                                         | H. (Heije) Schaper            | H. (Heije) Schaper (1906–1996)              | Staatssecretaris                                                 | • Luchtmacht (Defensie) | 22 juni 1966 – 5 april 1967          | O      |
|                                         | A.J.H. (Louis) Bartels        | dr. A.J.H. (Louis) Bartels (1915–2002)      | Staatssecretaris                                                 | • Volksgezondheid • Ouderenbeleid • Gehandicapten- beleid (Sociale Zaken en Volksgezondheid) | 3 september 1963 – 5 april 1967      | KVP    |
|                                         | J.F.G.M. (José) de Meijer     | dr. J.F.G.M. (José) de Meijer (1915–2000)   | Staatssecretaris                                                 | • Sociale Zekerheid • Bijstand • Arbeids- omstandigheden • Maatschappelijke Dienstverlening • Pensioenen • Armoedebeleid • Publiekrechtelijke bedrijfsorganisatie (Sociale Zaken en Volksgezondheid) | 15 november 1963 – 5 april 1967      | KVP    |
|                                         | J.H. (Hans) Grosheide         | mr. J.H. (Hans) Grosheide (1930–2022)       | Staatssecretaris                                                 | • Basisonderwijs • Algemeen Voortgezet Onderwijs • Voorbereidend Wetenschappelijk Onderwijs • Nijverheids- onderwijs • Buitengewoon Onderwijs (Onderwijs en Wetenschappen)                           | 3 september 1963 – 6 juli 1971       | ARP    |
| Bron: Kabinet-Zijlstra Rijksoverheid.nl |                               |                                             |                                                                  | |                                      |        |

## Kabinetsformatie
- Ontslagaanvraag vorig kabinet kabinet-Cals: 14 oktober 1966
- Beëdiging kabinet: 22 november 1966
- Duur formatie: 35 dagen
- Informateur
  - Norbert Schmelzer (KVP), (18 oktober 1966 – 3 november 1966) 17 dagen
- Informateur
  - Louis Beel (KVP), (4 november 1966 – 15 november 1966) 12 dagen
- Formateur
  - Jelle Zijlstra (ARP), (16 november 1966 – 21 november 1966) 6 dagen